# Nicolau Sevcenko
Nicolau Sevcenko (em ucraniano:  Микола Шевченко, transl. Mykola Shevchenko; São Vicente, 1952 – São Paulo, 13 de agosto de 2014) foi um historiador, professor universitário, colunista, escritor e tradutor brasileiro de origem ucraniana.
Sevcenko dedicou-se ao estudo da história, com ênfase na cultura brasileira e desenvolvimento social das cidades de São Paulo e Rio de Janeiro. Formou-se na Universidade de São Paulo (USP), onde manteve o cargo de professor de história da cultura, além de membro do Center for Latin American Cultural Studies do King's College da Universidade de Londres. Foi professor visitante também na Universidade de Georgetown (Washington DC), na Universidade de Illinois (Urbana-Champaign) e na Universidade Harvard, nos Estados Unidos.
Durante vários anos, foi também colunista do jornal "Folha de S.Paulo".

## Biografia

### Primeiros anos e formação
Nascido em 1952, em uma família de ucranianos fugidos da Guerra Soviético-Ucraniana, Nicolau Sevcenko nasceu em São Vicente, no litoral do estado de São Paulo. Cresceu na cidade de São Paulo, no bairro operário da Vila Prudente, de concentração eslava, conciliando trabalho - desde os sete anos de idade, coletando sucata -, esporte e estudos.
Graduou-se no curso de História na Faculdade de Filosofia, Letras e Ciências Humanas da Universidade de São Paulo (FFLCH), instituto vinculado a Universidade de São Paulo (USP) em 1975. Obteve seu doutorado na área de História Social no ano de 1981, pela mesma instituição sob o título "Literatura como Missão: tensões sociais e criação cultural na Primeira República". No ano de 1990, fez pós-doutorado na Universidade de Londres, localizada na Inglaterra.

### Carreira
Lecionou em universidades como a Pontifícia Universidade Católica de São Paulo (PUC-SP) e na Universidade Estadual de Campinas (Unicamp).
Tornou-se professor na USP no ano de 1985, onde trabalhou até sua aposentadoria, em 2012. Desde 2010 era professor de Línguas e Literaturas Românicas da Universidade Harvard.
Tem uma destacada obra como escritor, com diversas publicações no campo historiográfico e atuou como articulista do jornal Folha de S.Paulo.

## Vida pessoal
Nicolau foi casado com a artista plástica Cristina Carletti. O casal não tinha filhos.

## Morte
Nicolau Sevcenko morreu em sua residência no bairro do Belenzinho, na noite de 13 de agosto de 2014, em consequência de um infarto.

## Obras
- Ana Maria Pacheco: gravuras, esculturas. Fundação Memorial da América Latina, 1995.[27]
- A Corrida Para o Século XXI - No loop da montanha-russa. Companhia das Letras, 2001.[28]
- Pindorama Revisitada - Cultura e Sociedade em Tempos de Virada. Fundação Peirópolis, 2000.[29][30]
- História da Vida Privada no Brasil, vol. 3 - República: da Belle Époque à Era do Rádio (organizador) . Companhia das Letras, 1998.[31]
- Literatura como missão: tensões sociais e criação cultural na I República. São Paulo, Brasiliense, 4ª ed., 1995. Companhia das Letras, 2003.[32]
- O Renascimento. São Paulo/Campinas, Atual/ Editora da Unicamp, 21ª ed., 1995.[33]
- Arte Moderna: os desencontros de dois continentes. São Paulo, Fundação Memorial da América Latina, Coleção Memo, Secretaria de Estado da Cultura, 1995.[27]
- Orfeu Extático na Metrópole - São Paulo nos Frementes Anos 20. Companhia das Letras, 1992.[34]
- Lewis Carrol - Alice no país das maravilhas (tradução). São Paulo, Scipione, 1986.[35]
- A Revolta da Vacina, mentes insanas em corpos rebeldes. São Paulo, Brasiliense, 1984; Scipione, 1993; Editora UNESP, 2018.[36][37]
- Robert Mandrou - Magistrados e feiticeiros na França do século XVII (tradução). São Paulo, Perspectiva, 1979.[38]

## Prêmios
Em 1999, foi um dos ganhadores do prêmio Jabuti, na categoria Ciências Humanas, pelo livro História da Vida Privada no Brasil (volumes 3 e 4), publicado pela editora Companhia das Letras.